# Andreas Thom
Andreas Thom (7 de setembro de 1965) é um ex-futebolista alemão que foi vice-campeão o Campeonato Europeu de Futebol de 1992.